# آرتمیس فاول و آخرین محافظ
آرتمیس فاول و آخرین محافظ (به انگلیسی: Artemis Fowl: The Last Guardian) جلد هشتم و آخرین جلد مجموعه آرتمیس فاول اثر اوئن کالفر است و در ۱۰ ژوئیه ۲۰۱۲ منتشر شده‌است.